# Abbalathi, Piriyapatna
Abbalathi là một làng thuộc tehsil Piriyapatna, huyện Mysore, bang Karnataka, Ấn Độ.